# Tjilpa
Dans la mythologie aborigène, Tjilpa est l’ancêtre des peuples chat.
Tjilpa est le nom donné à un chat marsupial chez les Aborigènes australiens. Il existe de nombreuses histoires mythologiques et la portée géographique de ces récits comprend les terres d'Aranda, d'Anmatyerre, de Kaytetye, de Ngalia, d'Ilpara et de Kukatja.